# Felipe Rose
Felipe Ortiz Rose (født 12. januar 1954 i New York City) er en amerikansk sanger og skuespiller, der var blandt stifterne af discogruppen Village People, hvor han er den indfødte amerikaner.
Rose, der er af puertoricansk/indiansk-uramerikansk afstemning, voksede op i Brooklyn. Han slog sammen med resten af Village People igennem internationalt med "Y.M.C.A." i 1978.
Siden 2000 har Felipe Rose forfulgt en solokarriere, selv om Village People aldrig formelt er opløst.